# David Köstl
David Köstl (* 10. října 1974) je bývalý český fotbalista, obránce a záložník.

## Fotbalová kariéra
V české lize hrál za FK Teplice. Nastoupil ve 2 ligových utkáních. Gól v lize nedal. V nižších soutěžích hrál i za SKPP Znojmo, AC Sparta Praha „B“, SK Chrudim 1887, SK Spolana Neratovice, FK Baník Most a FK Chomutov.

## Ligová bilance
| Ročník                                 | Zápasy | Góly | Klub                  |
| -------------------------------------- | ------ | ---- | --------------------- |
| Česká fotbalová liga 1993/94           | -      | 1    | AC Sparta Praha „B“   |
| 2. česká fotbalová liga 1993/94        | -      | 0    | SKPP Znojmo           |
| Moravskoslezská fotbalová liga 1994/95 | -      | 0    | VTJ Znojmo-Rapotice   |
| Česká fotbalová liga 1995/96           | -      | 1    | AC Sparta Praha „B“   |
| 2. česká fotbalová liga 1996/97        | 18     | 3    | SK Chrudim 1887       |
| Gambrinus liga 1998/99                 | 2      | 0    | FK Teplice            |
| 2. česká fotbalová liga 2000/01        | 26     | 5    | SK Spolana Neratovice |
| 2. česká fotbalová liga 2001/02        | 9      | 0    | FK Baník Most         |
| 2. česká fotbalová liga 2001/02        | 12     | 0    | FK Chomutov           |
| CELKEM 1. liga ČR                      | 2      | 0    |                       |